# 13283 Дагар
13283 Дагар (13283 Dahart) — астероїд головного поясу, відкритий 17 серпня 1998 року.
Тіссеранів параметр щодо Юпітера — 3,501.